# Вітряк (Брянська область)
Вітря́к (рос. Ветряк) — селище у Брасовському районі Брянської області Росії. Входить до складу муніципального утворення Столбовське сільське поселення. Населення — 8 осіб.
Розташований за 2 км на північ від селища Летча, за 0,5 км на південний схід від села Фошня.

## Історія
Виник у 1920-ті роки. До 2005 року входив до складу Городищенської (2-ї) сільради.

## Населення
За найновішими даними, населення — 8 осіб (2013).
У минулому чисельність мешканців була такою:
| Роки      | 1979 | 1989 | 2002 | 2010 |
| --------- | ---- | ---- | ---- | ---- |
| Населення | 100  | 48   | 28   | 14   |